# Relations entre l'Allemagne et Israël
Les relations entre l'Allemagne et Israël désignent les relations entre la République fédérale d'Allemagne et l'État d'Israël depuis sa création en 1948. L'Allemagne dispose d'une ambassade à Tel-Aviv-Jaffa et Israël dispose d'une ambassade à Berlin et d'un consulat-général à Munich.
L'Allemagne est un soutien actif à Israël, notamment dans le domaine militaire. Depuis 2008, l’Allemagne a même fait de la sécurité d’Israël « une raison d’État ».

## Histoire des relations germano-israéliennes
Parmi les facteurs les plus décisifs dans les relations germano-israéliennes est fréquemment cité le génocide des Juifs d'Europe (Shoah) par le Troisième Reich pendant la Seconde Guerre mondiale. Durant la guerre froide, Israël ne disposait pas de relations diplomatiques avec la République démocratique allemande (RDA) et ira jusqu'à s'opposer à l'entrée de la RDA aux Nations unies en 1973. La RDA soutenait par ailleurs ouvertement le Front populaire de libération de la Palestine tout en affirmant le droit à l’existence d’Israël.
Au début des années 1950, des négociations sur les réparations d'après-guerre ont lieu entre le Premier ministre d'Israël, David Ben Gourion, le secrétaire général du Congrès juif mondial, Nahum Goldmann, et le chancelier fédéral de l'Allemagne de l'Ouest, Konrad Adenauer. En raison de la sensibilité du dossier, cette décision a été intensément débattue à la Knesset israélienne, et ne prend pas en compte de réparations pour les victimes du génocide. En 1952, des accords de réparations sont signés à Luxembourg. Ce sont les Accords de réparations entre l'Allemagne fédérale et Israël. A cette occasion, une délégation commerciale, et non pas une ambassade, fut établie à Cologne, et non pas à Bonn, capitale de la République fédérale allemande. Celle-ci avait pour mission de veiller à l'application de l'accord.
Des Israéliens opposés à ces accords de réparation voulurent assassiner le chancelier Konrad Adenauer, qui échappa de peu à la mort. Le colis piégé explosa dans un commissariat de Munich tuant le policier chargé de le désamorcer. Cet tentative d'assasinat aurait été organisé par le député du parti Hérout Menahem Begin, qui deviendra Premier ministre d'Israël de 1977 à 1983.
À la date de 2007, l'Allemagne avait versé sur les décennies précédentes environ 3 milliards de marks (versés sur 14 années) en réparation à Israël, pour permettre la réinstallation des réfugiés affluant sur son territoire ainsi que pour les survivants du génocide nazi. Un autre volet capital de l'aide allemande prit la forme d'un prêt secret de 644,8 millions de deutschemarks, affublé du nom de code « Opération Business Friend ». Ce prêt aurait financé le programme nucléaire israélien selon Hans Ruhle (expert en prolifération nucléaire qui avait occupé de hautes responsabilité au ministère allemand de la Défense).
Le chancelier fédéral Konrad Adenauer expliqua au sujet de cette politique «qu'expier ou réparer (les crimes allemands à l'égard des juifs) était la condition sine qua non pour retrouver notre statut international [...] Encore aujourd'hui, le pouvoir juif ne doit pas être sous-estimé, surtout en Amérique.»
Le chancelier fédéral Adenauer et le premier ministre israélien David Ben Gourion se rencontrèrent pour la première fois à l'hôtel Waldorf-Astoria de New York le 14 mars 1960,.
L'enlèvement et le procès d'Adolf Eichmann permis paradoxalement de rapprocher les deux états, car la médiatisation du procès conduisit à la fin du refoulement en Allemagne de l'Ouest, et à l'insertion de la Shoah dans la conscience nationale israélienne.
Lorsque la République fédérale allemande et l'état d'Israël établirent des relations diplomatiques officielles en 1965, plusieurs pays arabes, dont l'Irak, l'Égypte, la Jordanie et la Syrie menacèrent de rompre leurs propres relations diplomatiques avec l'Allemagne de l'Ouest.
L’antisémitisme était encore très présent dans une Allemagne au sein de laquelle d'anciens responsables nazis continuaient à occuper de hautes fonctions. Les notes de Rolf Friedemann Pauls, premier ambassadeur de la République fédérale d'Allemagne en Israël et ancien commandant de la Wehrmacht, associent fréquemment les Israéliens à l'argent et au pouvoir. Rolf Pauls s'indigna de ce que les Israéliens «parlent de moralité, mais ne pensent qu'à l'argent». Convaincu que «l'influence d’Israël et des juifs dans les grands centres mondiaux où se façonne l'opinion publique [était] déterminante», il estimait que l'Allemagne ne pouvait cesser de soutenir Israël, faute de quoi «les juifs lâcheraient les chiens, de Jérusalem à Londres, en passant par New York.»
La presse ouest-allemande adopta généralement un point de vue pro-israélien, en particulier les journaux issus du groupe de presse Springer. Ainsi, le journal populaire Bild définit en 1967 "la réconciliation entre Juifs et Allemands" comme le deuxième point de sa ligne éditoriale.
Pendant la Guerre des Six Jours en 1967, l'opinion publique ouest-allemande est très majoritairement favorable à l'état d'Israël. En 1970, la visite d'Abba Eban à Bonn conduit à la conclusion d'un accord commercial préférentiel, reconduit en 1975. En 1972, le fiasco de la Prise d'otages des Jeux olympiques de Munich dans lequel onze athlètes israéliens trouvent la mort conduit à la création du GSG 9 pour répondre aux situations d'urgence. En 1973, le chancelier Willy Brandt devient le premier chef de gouvernement ouest-allemand à réaliser une visite officielle en Israël,. En 1975, le premier ministre Yitzhak Rabin a été le premier chef de gouvernement israélien à effectuer une visite officiel en Allemagne de l'Ouest.
En 1985, le président fédéral Richard von Weizsäcker déclare que les Actes de capitulation du Troisième Reich ne constitue pas une défaite mais une libération du pays,.
En 1999, le premier ministre israélien Ehud Barak est la première personnalité étrangère à visiter le chancelier Gerhard Schröder dans la nouvelle Chancellerie fédérale à Berlin,.
La chancelière Angela Merkel adopte une politique étrangère de coopération avec Israël. Toutefois, l'Allemagne a émis des déclarations répétées, critiquant certains aspects de la politique menée par le gouvernement israélien en Cisjordanie,. Durant ses seize années de chancellerie, Angela Merkel s'est rendu à huit reprises en Israël, ce qui est une première pour un chancelier allemand,.
En mai 2019, le Parlement allemand adopte une résolution déclarant antisémite la campagne Boycott, désinvestissement et sanctions (BDS) contre Israël.

## Relations commerciales
L'Allemagne est le partenaire commercial le plus important d'Israël en Europe et le deuxième partenaire commercial le plus important après les États-Unis. Les importations israéliennes d'Allemagne représentent un total 2,3 milliards d'USD par an, alors qu'Israël est pour l'Allemagne le quatrième partenaire commercial le plus important en Afrique du Nord / Moyen-Orient.

## Relations culturelles et sociales
Les deux pays entretiennent de nombreuses relations scientifiques, caractérisée notamment par une coopération entre les universités israéliennes et allemandes.
Un certain nombre de programmes d'échanges entre jeunes Allemands et Israéliens ont lieu. Quelque 2 000 Israéliens et 4 500 Allemands participent actuellement chaque année au programme d'échange géré par le ministère fédéral allemand de la Famille. La réconciliation (Aktion Sühnezeichen) a joué un rôle important dans ces relations. Depuis 1961, elle permet ainsi l'envoi de 2 500 volontaires travailler dans les hôpitaux et programmes de protection sociale israéliens. Les églises et les syndicats ont également eu un rôle important dans la promotion de ces relations.
Israël attache une grande importance au jumelage de ses municipalités avec des villes allemandes. Haïfa est ainsi jumelée à cinq villes d'Allemagne; Tel-Aviv-Jaffa cinq et Netanya deux. Plus de 100 villes israéliennes sont jumelées avec l'Allemagne.

## Coopération militaire
De 1959 à 1967, la République fédérale d'Allemagne (alors Allemagne de l'Ouest) était un important fournisseur de matériel militaire et d'armes à Israël, deuxième derrière les États-Unis. L'Allemagne a ainsi fourni à Israël des sous-marins de classe Dolphin tandis que l'Allemagne utilise le missile antichar israélien Spike. En 2008, il a été révélé que l'Allemagne et Israël ont élaboré conjointement un système d'alerte nucléaire, baptisé Opération Bluebird.
Le soutien militaire allemand à Israël a commencé lors de la crise du canal de Suez (1956) au cours de laquelle les armées britannique, française et israélienne ont envahi l’Égypte. L'Allemagne fut durant les années 1960 le premier soutien de l'armée israélienne, lui fournissant de l'artillerie lourde, des avions, des hélicoptères, des navires, et des sous-marins. Ce soutien a contribué à la victoire israélienne lors de la guerre des Six jours (1967). L’ambassadeur allemand envoya à Bonn le télégramme suivant : « D'après un officier de l’état-major, les chars modernes au blindage renforcé que nous leur avons fournis n’auraient pu mieux faire la preuve de leur mérite. »
Les États-Unis apportèrent également de l'aide militaire à Israël par l'intermédiaire de l'Allemagne, afin de maintenir le caractère confidentiel de cette aide et ainsi préserver leurs relations avec les pays arabes.
Le Premier ministre Benyamin Netanyahou est mis en cause par la justice en 2020 pour des soupçons de corruption autour de la vente par l’Allemagne à Israël de sous-marins militaires et bateaux pour une somme totale de quelque deux milliards de dollars.
L'Allemagne est le deuxième partenaire militaire de Tel-Aviv entre 2019 et 2023 après Washington, selon l’Institut international de recherche sur la paix de Stockholm.
Lors de la guerre de Gaza commencée en 2023 l'industrie militaire allemande continue d'exporter de grandes quantités d'armement vers Israël. Le gouvernement allemand indique, en juin 2025, qu' « entre le 7 octobre 2023 et le 13 mai 2025, des autorisations ont été accordées pour l’exportation définitive vers Israël de biens d’équipement militaire d’une valeur totale de 485 103 796 euros. Les livraisons comprenaient notamment des armes à feu, des munitions, des pièces d’armes, des matériels spéciaux pour l’armée de terre et la marine, des équipements électroniques et des véhicules blindés. » En réponse aux critiques sur l'utilisation de ces armes pour tuer des dizaines de milliers de civils palestiniens, le ministre des affaires étrangères Johann Wadephul affirme que « l’Allemagne continuera à soutenir Israël en lui fournissant des armes. Cela n’a jamais fait de doute. »

## Opinion publique
En 2025, 36 % des Allemands expriment une opinion positive à l’égard d’Israël, soit 10 points de moins qu’en 2021.